# بطولة العالم لسباقات فورمولا 1 موسم 1966
بطولة العالم لسباقات فورمولا 1 موسم 1966 عقدت في سنة 1966 م، وفاز بها جاك برابهام (بالإنجليزية: Jack Brabham)‏ من فريق برابهام (بالإنجليزية: Brabham)‏ بسيارته الريبكو. جاك برابهام الذي بدأ السباق في الخط رقم 3 حصل على أفضل توقيت في الجولة 1 من السباق في أسرع لفة له. هذا السائق في المجموع حصد 42 نقطة.

## الوصلات الخارجية
- الموقع الرسمي للفورمولا 1